# Gấu xám California
Gấu xám California (Ursus arctos californiaicus) là một phân loài tuyệt chủng của gấu xám Bắc Mỹ, là một giống gấu nâu Bắc Mỹ có kích thước rất lớn. "Grizzly" có thể có nghĩa là "Grizzled" (nghĩa là với những đầu lông vàng và xám) hoặc "truyền cảm hứng sợ hãi" (điều này thực sự được đánh vần là "grisly"). Tuy nhiên, sau khi nghiên cứu cẩn thận, nhà tự nhiên học George Ord đã chính thức phân loại nó vào năm 1815 - không phải vì lông, mà vì đặc tính của nó - tương tự như Ursus horribilis ("con gấu đáng sợ"). Về mặt di truyền, loài gấu xám Bắc Mỹ có mối quan hệ mật thiết với nhau, về kích thước và màu sắc, gấu xám California giống như gấu xám Bắc Mỹ ở bờ biển phía nam Alaska. Ở California, nó được đặc biệt ngưỡng mộ vì vẻ đẹp, kích thước và sức mạnh. Grizzly trở thành một biểu tượng của Cộng hòa Bear Flag, một biệt danh gắn liền với nỗ lực ngắn ngủi của một nhóm người định cư Mỹ để tách khỏi Mexico vào năm 1846. Sau đó, lá cờ nổi loạn này trở thành nền tảng cho quốc kỳ California và sau đó California được gọi là "Bang Gấu."
California vẫn có môi trường sống cho khoảng 500 con gấu xám. Vào năm 2014, Dịch vụ Cá và Động vật hoang dã Hoa Kỳ đã nhận và từ chối đơn yêu cầu đưa những con gấu xám trở lại California. Vào năm 2015, Trung tâm Đa dạng sinh học đã đưa ra một bản kiến nghị nhằm vào cơ quan lập pháp tiểu bang California để đưa gấu xám trở lại tiểu bang. Gấu xám California đã được coi là một loài điển hình trong việc con người nỗ lực tuyệt chủng, thông qua đề xuất sử dụng kỹ thuật nhân giống ngược, nhân bản và di truyền để tái tạo các loài đã tuyệt chủng.